# Emma Trentini

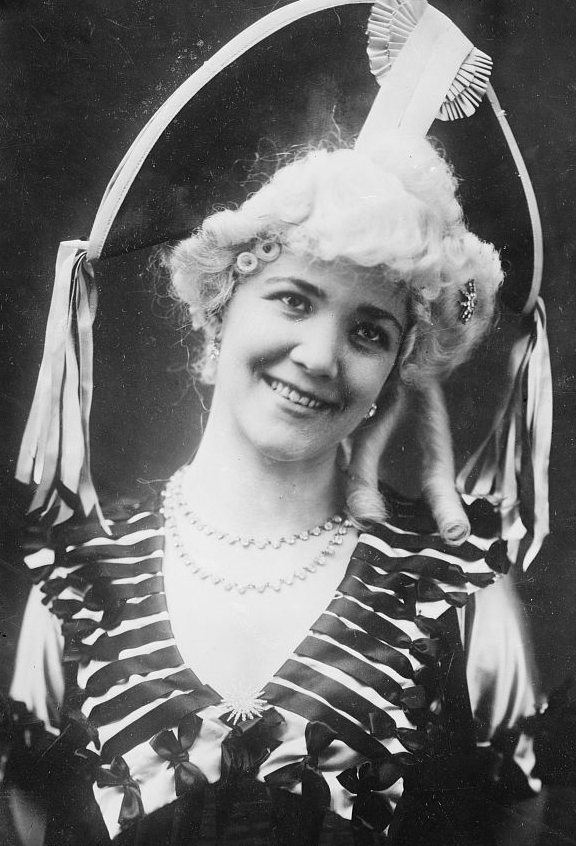
Emma Trentini nel 1906

Emma Trentini (Mantova, 1878 – Milano, 23 marzo 1959) è stata un soprano italiano che si trasferì negli Stati Uniti nel dicembre 1906.

## Biografia
Era nata a Mantova e i suoi genitori erano tanto poveri da non potersi permettersi di farle studiare canto secondo le sue aspettative. All'età di 12 anni fu accolta nel coro di una chiesa di Mantova dove venne realizzata una colletta e sua madre acconsentì a lasciarla andare a studiare con il famoso maestro Lombardi. Ottenne un posto al Teatro alla Scala di Milano all'età di 14 anni. Studiò lì per quattro anni e girò l' Europa in diversi teatri d'opera. Durante i suoi viaggi incontrò Dame Nellie Melba, il soprano australiano. Melba la Grande raccomandò la Trentini a Oscar Hammerstein, che era a Parigi e cercava in Europa nuovi talenti. La Trentini cantò per Hammerstein a Bruxelles ed egli rimase tanto colpito dalla sua arte che le prorogò il contratto per altri cinque anni. 
Si esibì, con Hammerstein, alla Manhattan Opera House. Il teatro dell'opera era stato costruito da Hammerstein e inaugurato nel 1906 e si trova, ancora oggi, nella 34th Street a Manhattan. Quando andò negli Stati Uniti parlava solo italiano. Studiò l'inglese con diligenza, ripetendo ripetutamente parole e frasi. La sua difficoltà era che, a volte, attribuiva un significato errato ad una parola. Un esempio di ciò fu quando ringraziò un membro dello staff del teatro dell'opera per un favore e gli disse Kiss Me invece di Thank You. Ripeté le parole fino a quando un linguista non la corresse. A quel punto fuggì dal teatro, tornando al suo hotel dicendo Thank You ripetutamente! 
A marzo apparve nel suo primo vero ruolo negli Stati Uniti, interpretando la parte di Musetta. Il pubblico della Metropolitan Opera House rimase divertito e soddisfatto dalla sua interpretazione del personaggio de La bohème. 
Lo stesso mese si ammalò, per diverse settimane, dopo essere salita sul palco, con la Melba e Mademoiselle Calvé, contro il parere del suo medico. La Trentini ritornò sulle scene in una rappresentazione della Carmen, nella quale entrò durante il secondo atto il 17 aprile, interpretando il ruolo di una delle contrabbandiere. Sebbene la parte fosse secondaria, si svegliò la mattina dopo con tutta New York che parlava di lei.
La Trentini continuò a cantare in ruoli secondari ma la sua personalità piccante li faceva sembrare più significativi. Si recava sul palco in modo sistematico ogni volta, con un sorriso e uno scintillio negli occhi. Si avvicinava alla cucina, all'ingresso della Metropolitan Opera House, dove era seduto l'impresario. Dapprima ella chiedeva un quarto di dollaro d'argento ad Hammerstein, ma col passare del tempo, le venne offerto anche se non richiesto. Egli lo metteva nel corpetto del vestito della Trentini, che non si esibì mai senza che fosse passata da lì. Cantò a Manhattan per quattro anni e ammucchiò tutti quei pezzi d'argento nella sua stanza. 
Durante la sua seconda stagione al Metropolitan venne arruolata per interpretare la parte di Antonia in Contess d'Hoffman. Ella non conosceva il francese ma si offrì volontaria per apprendere il ruolo. L'estate seguente risiedette in una casa nel sud della Francia e perfezionò il suo francese fino a quando non fu fluente. 
Claude Debussy la ascoltò cantare Yniold in Pelléas et Mélisande al Covent Garden di Londra. Ne rimase entusiasta e scrisse una dedica su una sua foto: alla mia piccola Yniold. La sentì anche cantare in Proseperine di Camille Saint-Saëns. 
Tra i suoi ruoli più degni vi furono quelli di Violetta, Nedda in Pagliacci e Gilda. Apparve in molte città italiane e al Cairo. Sotto la direzione di Hammerstein cantò in ruoli in Bal Masque, Louise, The Tales of Hoffman, Thais e "Pelléas et Mélisande". 
In The Tales of Hoffman interpretò tre personaggi per uno strano giro di eventi. La Trentini stava interpretando due ruoli quando la Cavalieri si ammalò e non riuscì a fare un'esibizione serale. Hammerstein telefonò alla Trentini e le raccontò la situazione e chiese che la parte della Cavalieri fosse assegnata a lei. Nel giro di un'ora di prove ella fu in grado di cantare il ruolo e interpretò tre ruoli quella sera.

## Opera comica
Il The New York Times la intervistò nel settembre del 1910 nel suo appartamento sulla West 10th Street. Era in compagnia di Victor Herbert, con il quale stava preparando una nuova parte. Hammerstein voleva farla passare dal repertorio lirica a quello dell'opera comica. Quando le parlarono, confessò al giornalista di aver pianto per due giorni. Altri seguirono l'esempio di Hammerstein nel volere che la Trentini modificasse il suo repertorio. Alla fine riconsiderò la proposta, esclamando che sarebbe stato molto bello essere l’etoile-une toute petite etoile. Intendeva credere di poter eccellere come singolare stella dell'opera comica piuttosto che una delle tante nell'opera seria. 
La lingua inglese continuò a essere un problema per lei, anche se prese ottanta lezioni in una sola stagione l'inverno precedente. La difficoltà era più pronunciata nell'opera comica a cui mancava la musica ad assistere un artista. La Trentini non aveva mai recitato fino a quel momento della sua carriera d'opera. L'opera comica di Herbert, Naughty Marietta (1910), era ambientata a New Orleans nel 1750. Nel secondo atto alla Trentini fu data l'opportunità di interpretare un ragazzo. L'opera era stata adattata da un libro di Rita Johnson Young. 
L'esordio di Naughty Marietta fu al Bowery Theater il 7 novembre 1910. La Trentini e Orville Harrold la rappresentarono in 136 spettacoli prima che la produzione fosse portata in scena. Una disputa tra Herbert e Trentini sorse quando Herbert chiese a Trentini di eseguire un bis della Street Song. La Trentini ignorò la richiesta perché desiderava salvare la sua voce per il resto della performance. 
La faida tra Herbert e Trentini diede al compositore Rudolf Friml la sua prima grande opportunità. Herbert si rifiutò di lavorare con la Trentini, così Friml collaborò con Otto Harbach per comporre The Firefly (1912) per la Trentini. Friml disse della Trentini nel settembre 1970: la cantante più intelligente che abbia mai incontrato. Non parlava né cantava ad alta voce e quando lo faceva era sempre un'ottava più bassa. Ha salvato la sua voce per il vero pubblico.

## Vita privata
Il tenore d'opera Enrico Caruso corteggiò la Trentini per sedici mesi dopo di che giurò di sposarlo nel 1911. Una parte del loro corteggiamento avvenne a Rimini. Successivamente, la Trentini fu considerata responsabile del divorzio di Friml dalla sua prima moglie nel 1915, e furono presentate prove che avevano una relazione in corso. Emma Trentini morì poi nel 1959.